# St. Martin (Dörrenbach)
Die Wehrkirche St. Martin in Dörrenbach im rheinland-pfälzischen Landkreis Südliche Weinstraße dient als Simultankirche sowohl der Evangelischen Kirche der Pfalz als auch dem Bistum Speyer.
Sie trug früher den Namen St. Ulrich. Der Chorturm entstand um 1300. Die restlichen Kirchenteile kamen in den folgenden Jahrhunderten hinzu. Die Kirche steht zusammen mit dem umgebenden Wehrfriedhof unter Denkmalschutz.

## Lage

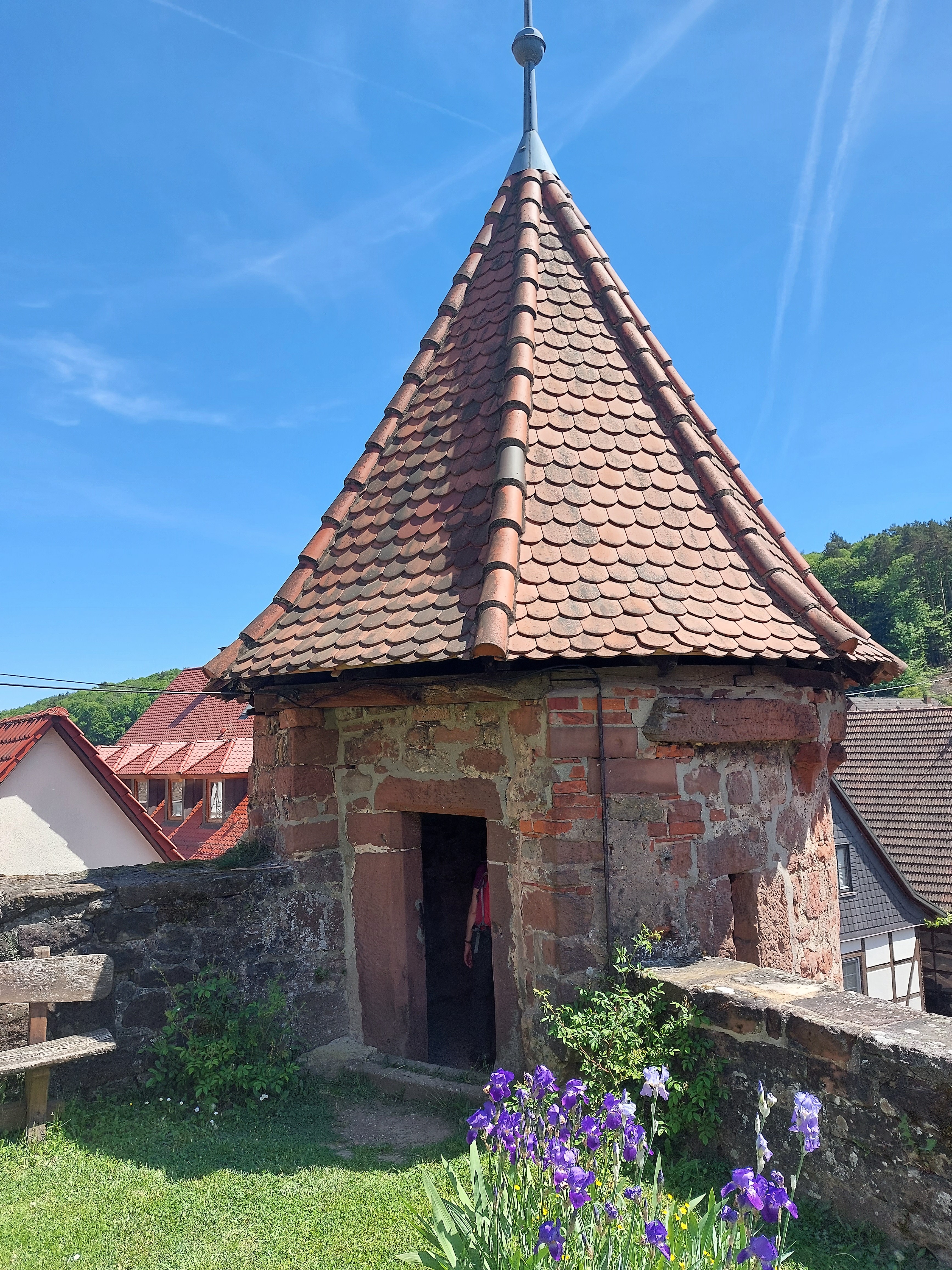
Wehrturm (2022)

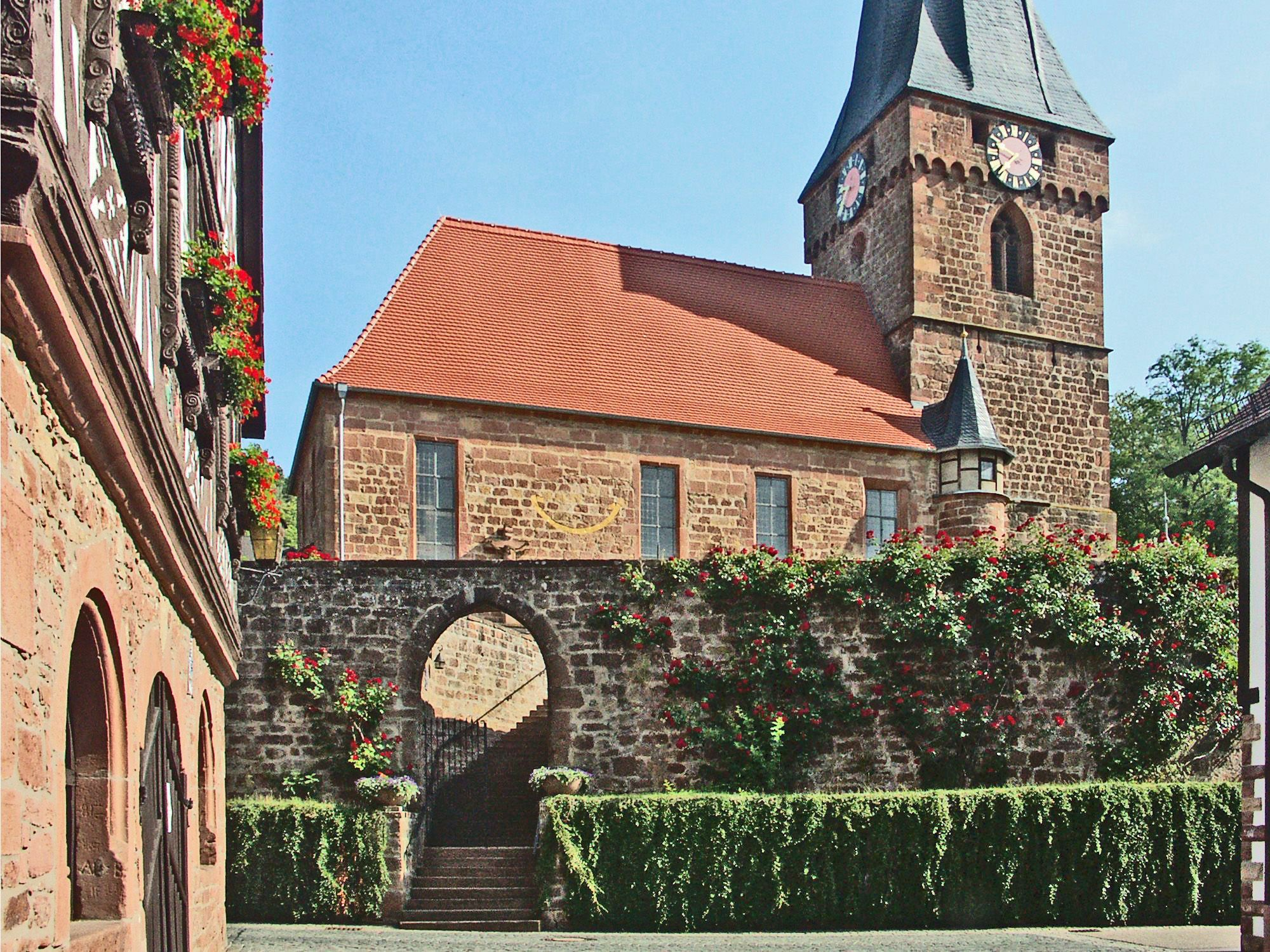
Treppe durch die Wehrmauer (2011)

Die Kirche steht in der Ortsmitte vom Rathaus durch die Hauptstraße getrennt und von einem ehemaligen Wehrfriedhof umgeben. Diese heutige Wiesenfläche von etwa 1300 m² ist auf drei Seiten von einer Mauer eingefasst. In den Ecken stehen kleine Wehrtürme mit Pyramidendächern. Wegen des ansteigenden Geländes führt von der Straße eine Treppe durch einen Torbogen in der Wehrmauer zur Kirche.
Die Kirche ist nicht streng geostet. Ihre Achse weicht um etwa acht Grad nach Norden ab.

## Gestalt
Der an der Ostseite der Kirche stehende Turm mit einer Grundfläche von etwa 7 × 7 Metern und einer Wandstärke von zwei Metern besitzt drei Etagen. Das Erdgeschoss enthält den kleinen Chorraum. Das erste Obergeschoss besitzt an der Oberkante Schlüssellochschießscharten, die ehemals der Verteidigung dienten. Das zweite Obergeschoss mit Spitzbogenfenstern und Zifferblättern der Turmuhr nach drei Seiten wird durch ein breites Gesims mit Zahnschnitt abgeschlossen. Im schiefergedeckten schlanken Spitzhelm, der mit einer Höhe von über 20 Metern höher ist als das Mauerwerk des Turmes und vor allem aus der Ferne wirkt, geht der quadratische Querschnitt in ein Achteck über.
Das etwa 18 × 8 Meter große Langhaus besitzt rechteckige Fensteröffnungen (innen Rundbögen) und ein ziegelgedecktes Walmdach. In der südlichen Ecke zwischen Langhaus und Turm steht ein rundes Treppentürmchen mit einer ehemals als Totenleuchte genutzten Öffnung, dem „Lichterker“. An der Nordseite des Langhauses ist die Sakristei angefügt. Der Zugang zur Kirche erfolgt über das aus dem 16. Jahrhundert stammende Spitzbogenportal an der Südseite, flankiert von einem Steinkreuz und dem Kriegerdenkmal. Über der Tür befindet sich eine Sonnenuhr. Ein weiterer Zugang besteht am Westgiebel. An der Nordwestecke ist das Eichmaß einer Elle mit Halb-, Viertel- und Achtelteilung angebracht.

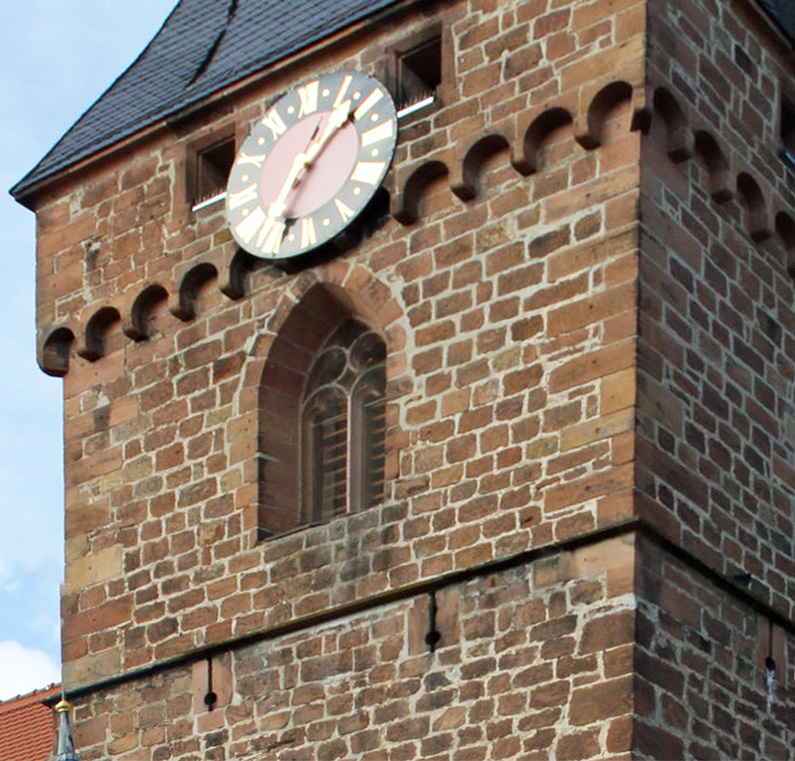
Turmabschnitt mit Schießscharten (2014)
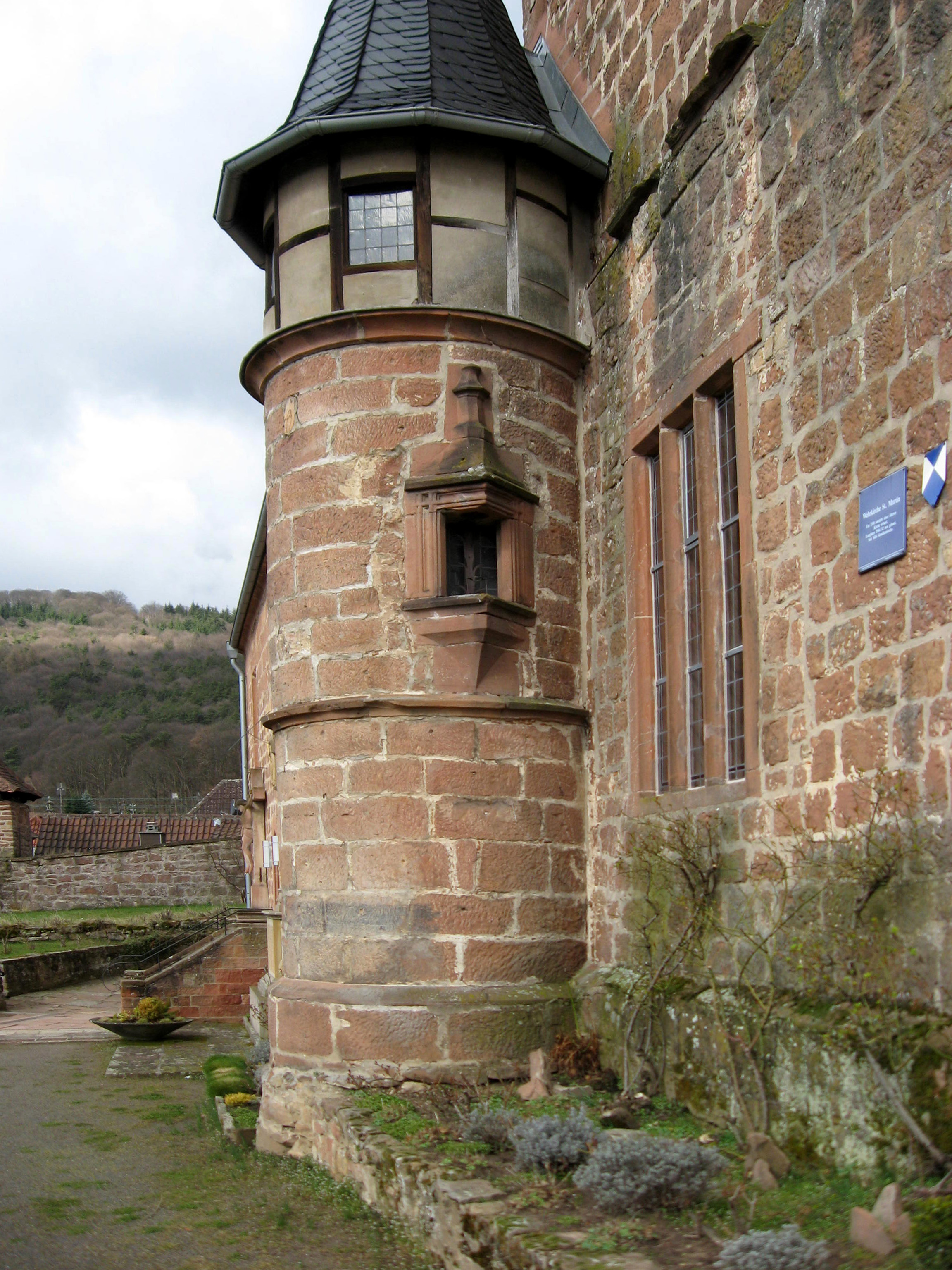
Lichterker am Treppentürmchen (2013)
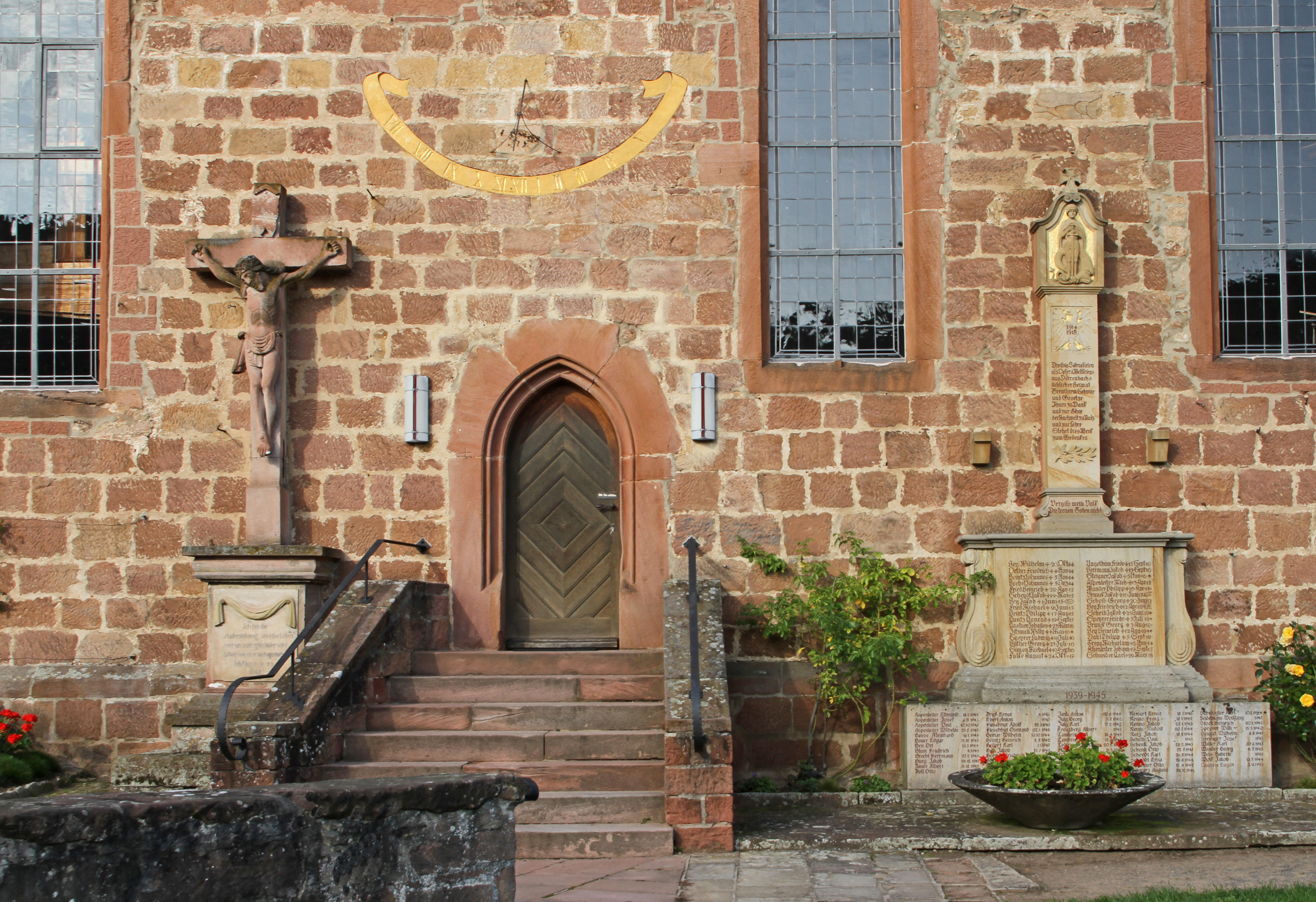
Südportal mit Sonnenuhr (2014)
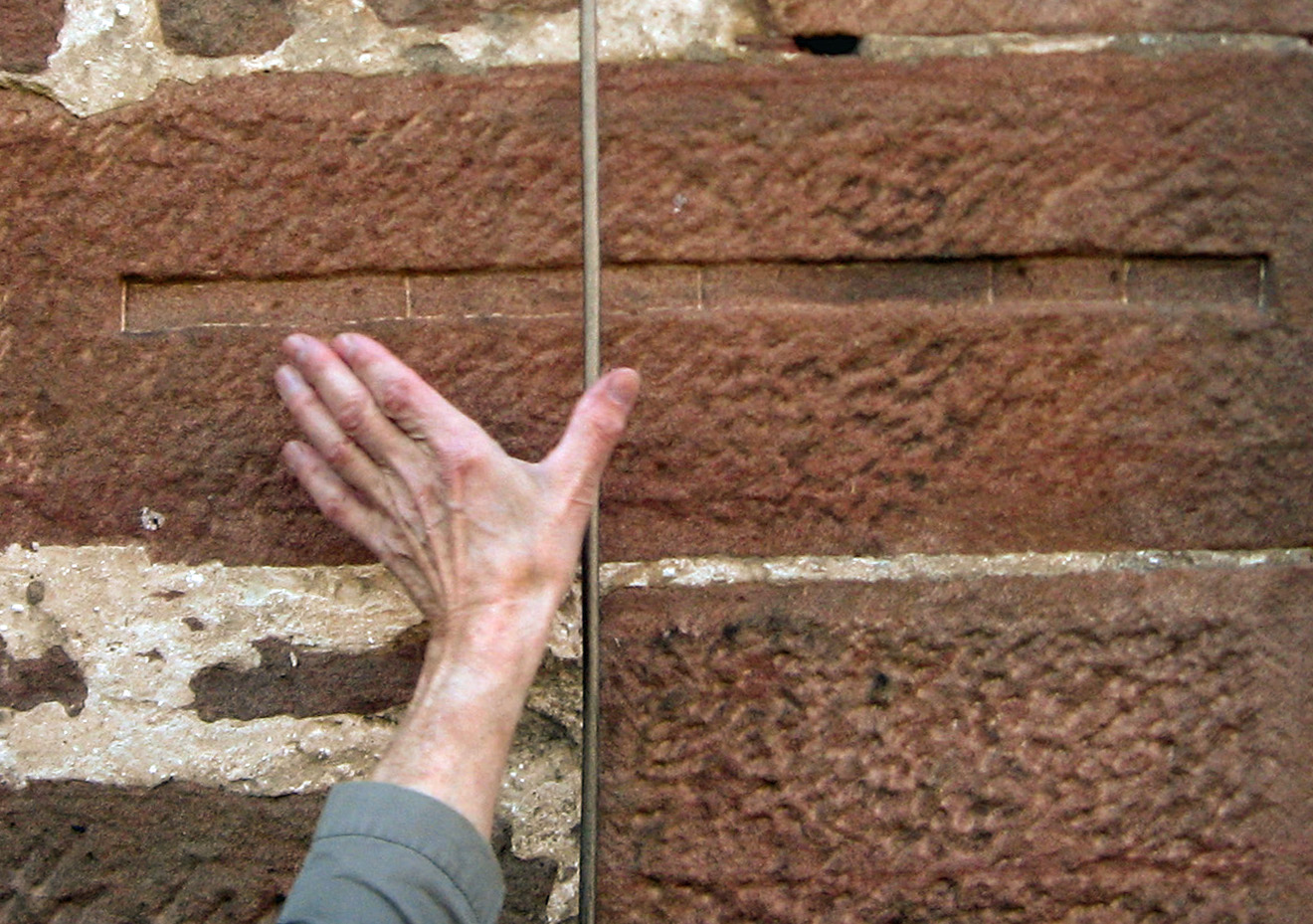
Ellen-Eichmaß (2017)

## Ausstattung
Das Langhaus ist ein weiß getünchter Saal mit einer flachen Holzdecke und einer abgewinkelten Empore. Nach Osten schließt sich durch einen Spitzbogen der kleine Chorraum an. Dieser besitzt ein kleines Farbfenster, an der Nordwand eine ehemalige Sakramentsnische und eine Kreuzgewölbedecke aus der Entstehungszeit der Kirche, die in mittelalterlichen Fresken die vier Evangelisten mit ihren Symbolen zeigt. Weitere Fresken finden sich im Langhaus über der Tür zur Sakristei. In der Mitte des Chors steht der Taufstein. Der schmucklose Steintisch als Altar ist vor dem Chorraum platziert. Die hölzerne Kanzel mit Schalldeckel ist schlicht gehalten. Ein einfaches Holzkreuz ist außer den Fresken der einzige Schmuck des Raumes.
Die Kirche besitzt fünf Glocken, deren älteste aus der Zeit um 1330 stammt und damit zu den ältesten der Pfalz zählt. Ihre Inschrift lautet: O. Rex Glorie. XPE Veni. Cum. Pace. – übersetzt: Oh König der Ehren, Christus, komme mit Frieden.

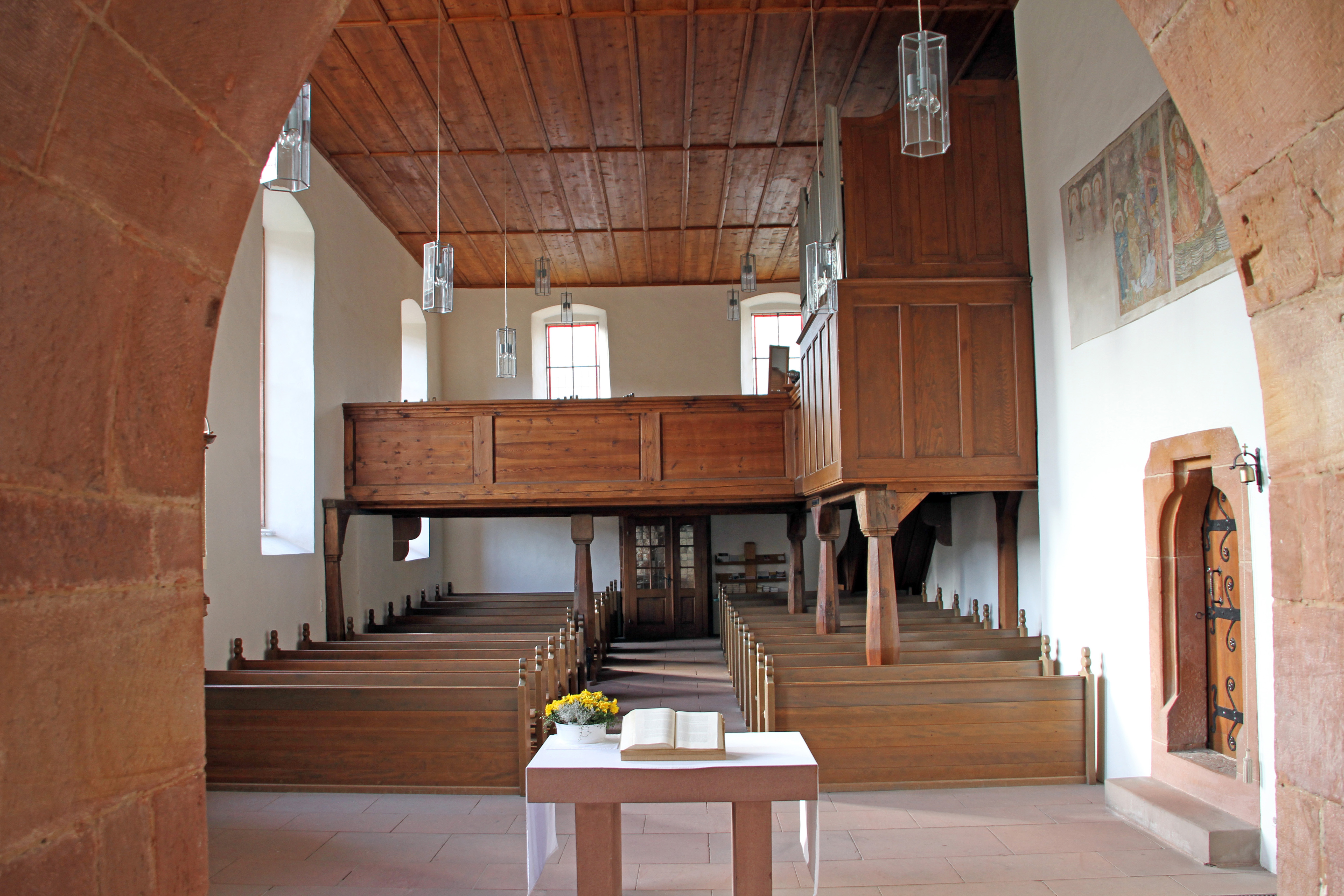
Langhaus mit Empore (2014)
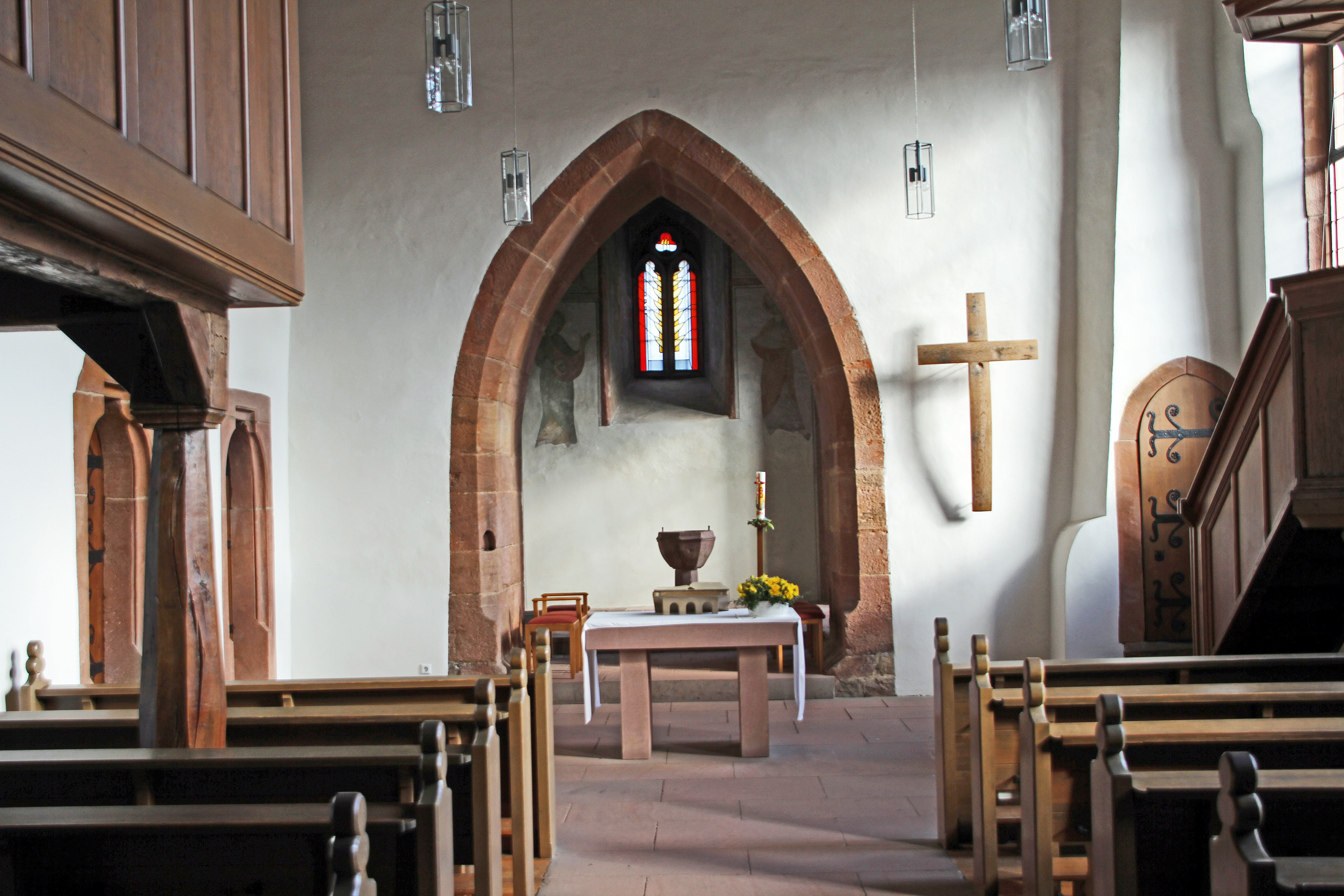
Chorseite (2014)
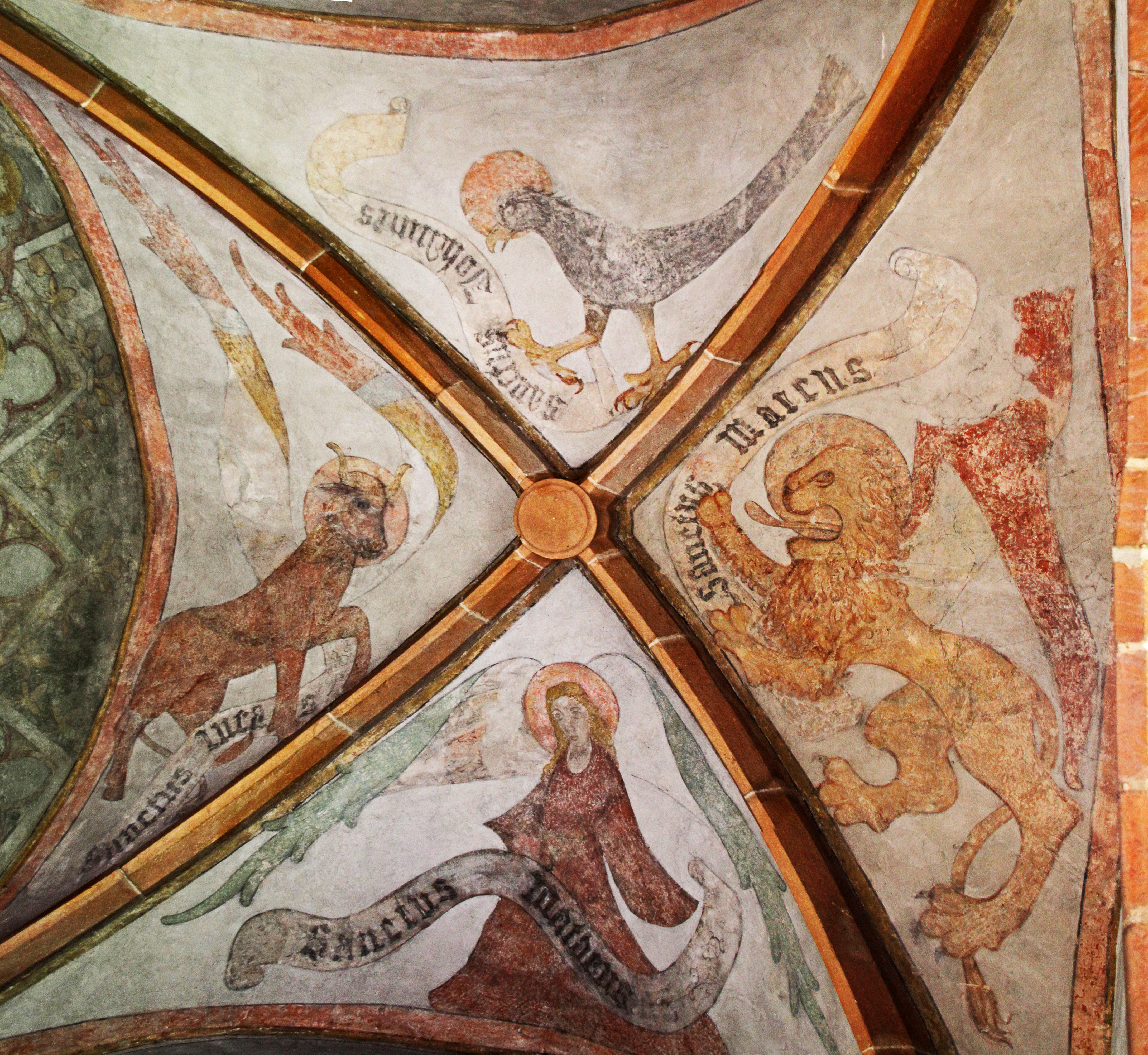
Fresken im Chor (2014)
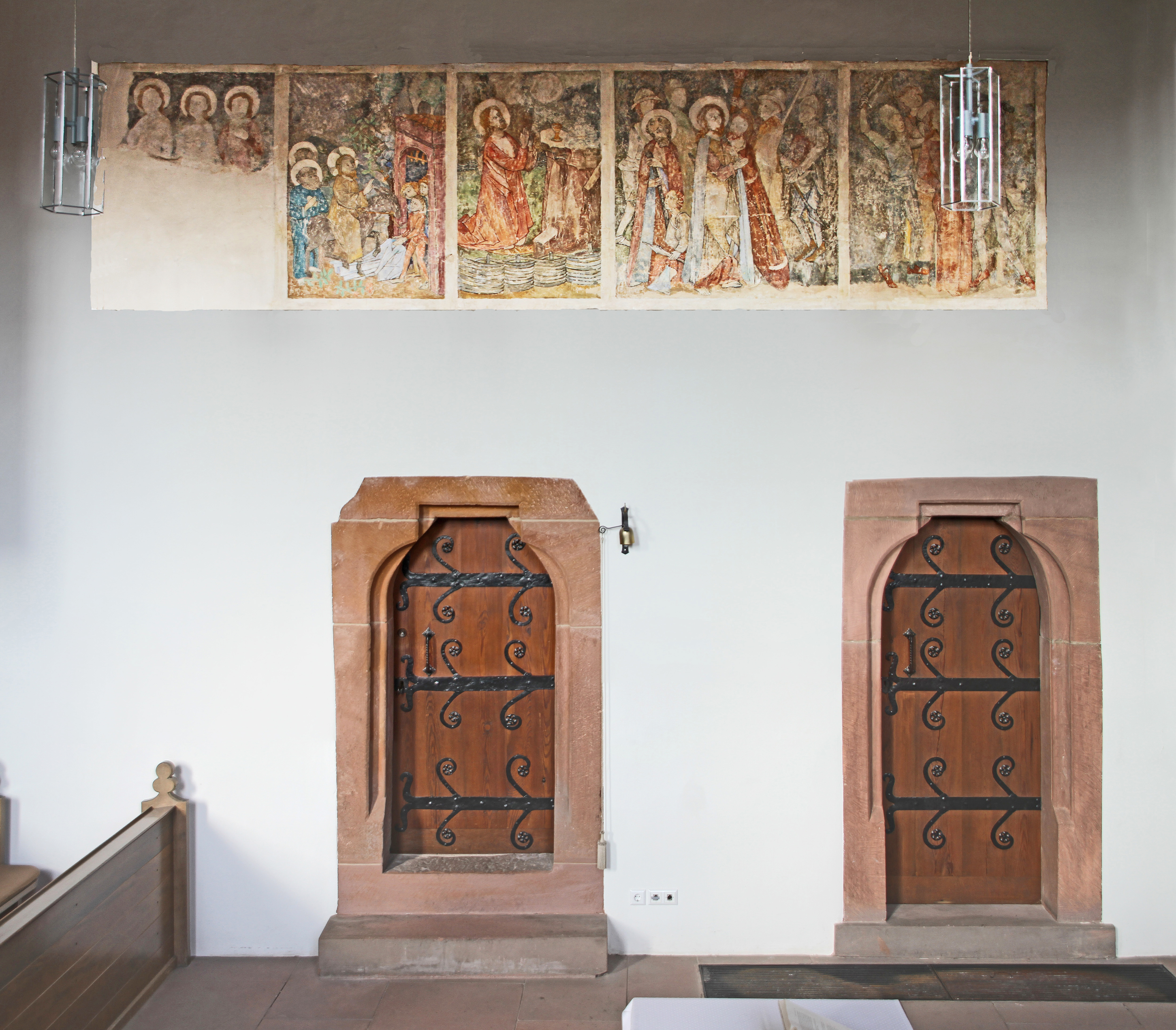
Fresken im Langhaus (2014)

## Geschichte
Die ältesten Teile der Kirche im unteren Bereich des Turmes stammen aus der Zeit um 1300. Die Mauerstärke deutet auf eine Verteidigungsanlage. Im Jahre 1461 während der Mainzer Stiftsfehde konnten 130 Dörrenbacher in der Kirchenburg einer Belagerung lange standhalten, bevor sie überwältigt wurden und die Anlage zerstört. Sie wurde nach wenigen Jahren in verstärkter Form wieder aufgebaut.
1579 wurden im Zuge der Reformation alle Gemälde und Bilder in der Kirche verdeckt oder entfernt. Erst 1953 wurden die übermalten und vergessenen Fresken aus dem 15. Jahrhundert wiederentdeckt und in der Folgezeit teilweise unsachgemäß restauriert.
Nach einer Verordnung des französischen Königs Ludwig XIV aus dem Jahre 1684 – Frankreich war damals der Souverän über Pfalz-Zweibrücken und damit auch Dörrenbach – wurde die ursprünglich katholische und dann evangelische Kirche nun von beiden Konfessionen genutzt, amtlich festgelegt wurde dies 1717.
Eine Jahreszahl am vorderen Pfosten der Empore weist auf ihren Einbau im Jahre 1723 hin. Ende des 20. Jahrhunderts wurde die Gesamtanlage umfangreich renoviert.